# Bañado de los Pantanos
Bañado de los Pantanos es una pequeña localidad del departamento Arauco, en el norte de la provincia de La Rioja, Argentina.
Esta zona se forma parte de un enorme anfiteatro rodeado de montañas, al norte del Departamento Arauco, a 20 km de Aimogasta.
Para llegar a su centro urbano, se encamina sobre la Ruta Nacional 60, desde Aimogasta hacia el norte al llegar al kilómetro 1.128, y luego al este el camino provincial que conduce a la población de Bañado de los Pantanos.
La localidad cuenta con un centro de atención primaria en salud, una escuela rural y un jardín de infantes.

## Toponimia
El nombre Del Pantano se le atribuye a que el llamado Río Bermejo con mucha facilidad derrama sus aguas en la zona, e inunda el terreno en forma de pantanos.

## Historia
Antes de la llegada de los españoles la región estaba habitada por comunidades estables de araupaties y yuctabas.
En el marco de las guerras calchaquíes y luego de haber fundado en 1633 la localidad que hoy se conoce como Pomán en la provincia de Catamarca, Jerónimo Luis de Cabrera, nieto del fundador de Córdoba se dirigió hacia el sudoeste, con el objeto de pacificar la región. A estos efectos, ordenó la construcción de un fuerte, cuyas ruinas aún permanecen y que se conoce como "Fuerte del Pantano". El objetivo era crear un punto ofensivo-defensivo que sirviera además como "reducción" para los pueblos que allí se encontraban. Según algunos informes, la población de este lugar permaneció hasta fines del siglo XVIII o principios del siglo XIX, cuando una serie de circunstancias climáticas la obligaron a trasladarse unos 7 km. hacia el noreste, comenzando la construcción de la localidad que hasta hoy se conoce como Bañado de los Pantanos.

## Población
Cuenta con 534 habitantes (Indec, 2010), lo que representa un incremento del 9% frente a los 489 habitantes (Indec, 2001) del censo anterior.
| Gráfica de evolución demográfica de Bañado de los Pantanos entre 1991 y 2010 |
|                                                                              |
| Fuente: Censos nacionales del INDEC                                          |

## Clima
La zona de Bañado de los Pantanos está caracterizada por un clima de máxima aridez, con vientos preponderantes con dirección sursudeste / nornoroeste, que con frecuencia arrastran polvo en suspensión proveniente del área prácticamente desierta del pie oriental del cordón de Velasco.

## Actividades económicas
La principal actividad de la localidad es la práctica de la agricultura bajo riego, principalmente jojoba y desde el año 2004, comino. En el año 2011, se estimaba que existían alrededor de 400 ha de este arbusto, trabajadas en parcelas de tres o cuatro hectáreas cada una, con una producción anual de unos 100 kg/ha.

## Sismicidad
La sismicidad de la región de La Rioja es frecuente y de intensidad baja, y un silencio sísmico de terremotos medios a graves cada 30 años en áreas aleatorias.